# Loy Árpád
Loy Árpád (Kercsed, 1906. március 30. – Dunaújváros, 1987. május 5.) Kossuth-díjas vájár, az Alberttelepi  Szénbánya munkatársa, sztahanovista.

## Élete
Az 1940-es évek elejéig zsil-völgyi bányász. 12 évesen kezdett dolgozni palaválogatóként Vulkánban, a Felsőzsilvölgyi Kőszénbányában (Rotter-bánya), miután édesapja meghalt. Öt elemit végzett, rövid ideig lakatosinas volt. Hatan voltak testvérek, Loy Árpád volt a legidősebb.
1942-től az alberttelepi szénbányába került, miután családját kitelepítették Erdélyből. 1952-ben megkapta a Kossuth-díj ezüst fokozatát, az indoklás szerint „a széntermelési eredmények állandó fokozásával kapcsolatos mozgalom elindításáért, a mozgalom kiszélesítésében szerzett érdemeiért, valamint termelési eredményeiért”. A díjátadón a kitüntetettek nevében – Szádeczky-Kardoss Elemér és Tolnay Klári mellett – beszédet tartott. 1953-ban a Minisztertanácsi Érdemérem arany fokozatával, a Magyar Népköztársaság Érdemrendjével és a Szocialista Munka Hőse címmel díjazták, majd 1955-ben a Munka Érdeméremmel, 1977-ben a Szocialista Magyarországért Érdemrenddel ismerték el.
Részt vett a sztahanovista mozgalomban. Nevéhez köthető – a Kossuth-díj indoklásában is hivatkozott – Termelj ma többet, mint tegnap! mozgalom elindítása. 1948 és 1953 között a Szabad Nép című napilap munkaversennyel kapcsolatos cikkeiben 51 alkalommal szerepelt, ezzel – Muszka Imre után – a második legtöbbször hivatkozott sztahanovista volt.